# Borthwickia trifoliata
Borthwickia trifoliata là một loài thực vật có hoa trong họ Capparaceae. Loài này được W.W.Sm. mô tả khoa học đầu tiên năm 1911.